# Diamond Dixon
Diamond Dixon (El Paso, 29 de junho de 1992) é uma atleta norte-americana, especialista nos 400 metros.
Foi campeã olímpica dos 4x400m rasos em Londres 2012.